# Camelinae
Los camélidos vivientes (Camelinae) son una subfamilia de mamíferos terrestres herbívoros, de tamaño grande, integrada por dos tribus, en las cuales se incluyen todos los representantes actuales (además de algunos extinguidos) de la familia Camelidae del orden de los artiodáctilos. Camelinae está formada por tres géneros vivientes, con especies que habitan tanto en el Viejo Mundo como en América del Sur. Está extinta en América del Norte.

## Taxonomía
Camelinae fue descrita originalmente por el naturalista y zoólogo inglés John Edward Gray en el año 1821. Su tipo es el género Camelus. Fue asignada a Camelidae por Stanley et. al., y Ruez.
Apareció durante el Mioceno, hace 13,6 M.a.
Esta subfamilia está subdividida en dos tribus:
- Tribu Lamini. Auquénidos o camélidos sudamericanos. Contienen dos géneros vivientes, cada uno con dos especies actuales: 
  - Lama:
    - Lama glama o llama.
    - Lama guanicoe o guanaco.

  - Vicugna:
    - Vicugna pacos o alpaca.
    - Vicugna vicugna o vicuña.

- Tribu Camelini. Camelinos o camélidos del Viejo Mundo (Asia y África). Contienen un solo género viviente con tres especies actuales:
  - Camelus, los camellos
    - Camelus ferus, es el camello salvaje o camello bactriano salvaje, el único que nunca fue domesticado.
    - Camelus bactrianus, es el camello bactriano doméstico. Este y el anterior están provistos de dos jorobas, mientras que de este y el siguiente no han sobrevivido poblaciones silvestres.
    - Camelus dromedarius, es el dromedario o camello arábigo, el cual posee una sola joroba.